# Ciudad Guadalupe Victoria (Durango)
La ciudad de Guadalupe Victoria se encuentra situada en el estado mexicano de Durango. Es la principal localidad y cabecera del municipio de Guadalupe Victoria.
En 2020, la ciudad de Guadalupe Victoria tenía una población de 18 506.

## Historia
Fundación de villa Guadalupe Victoria, el 4 de diciembre de 1917 en lo que era la Hacienda de Tapona.
La estación Tapona (hoy Guadalupe Victoria) se edificó sobre la línea férrea de Ciudad Porfirio Díaz ( Hoy Piedras Negras, Coahuila) a Durango. Esta estación fue construida por el antiguo Ferrocarril Internacional Mexicano, por medio de la concesión número 40, a través de la ley de 7 de junio de 1881, la cual establecía la construcción de un ferrocarril desde la Ciudad de México hasta el Río Bravo del Norte, terminando en algún punto comprendido entre Piedras Negras y Laredo o a igual distancia desde Piedras Negras y Paso del Norte.

## Clima
| Parámetros climáticos promedio de Guadalupe Victoria, Durango (2000 msnm) normales 1991–2020 | Parámetros climáticos promedio de Guadalupe Victoria, Durango (2000 msnm) normales 1991–2020 | Parámetros climáticos promedio de Guadalupe Victoria, Durango (2000 msnm) normales 1991–2020 | Parámetros climáticos promedio de Guadalupe Victoria, Durango (2000 msnm) normales 1991–2020 | Parámetros climáticos promedio de Guadalupe Victoria, Durango (2000 msnm) normales 1991–2020 | Parámetros climáticos promedio de Guadalupe Victoria, Durango (2000 msnm) normales 1991–2020 | Parámetros climáticos promedio de Guadalupe Victoria, Durango (2000 msnm) normales 1991–2020 | Parámetros climáticos promedio de Guadalupe Victoria, Durango (2000 msnm) normales 1991–2020 | Parámetros climáticos promedio de Guadalupe Victoria, Durango (2000 msnm) normales 1991–2020 | Parámetros climáticos promedio de Guadalupe Victoria, Durango (2000 msnm) normales 1991–2020 | Parámetros climáticos promedio de Guadalupe Victoria, Durango (2000 msnm) normales 1991–2020 | Parámetros climáticos promedio de Guadalupe Victoria, Durango (2000 msnm) normales 1991–2020 | Parámetros climáticos promedio de Guadalupe Victoria, Durango (2000 msnm) normales 1991–2020 | Parámetros climáticos promedio de Guadalupe Victoria, Durango (2000 msnm) normales 1991–2020 |
| Mes                                                                                          | Ene.                                                                                         | Feb.                                                                                         | Mar.                                                                                         | Abr.                                                                                         | May.                                                                                         | Jun.                                                                                         | Jul.                                                                                         | Ago.                                                                                         | Sep.                                                                                         | Oct.                                                                                         | Nov.                                                                                         | Dic.                                                                                         | Anual                                                                                        |
| -------------------------------------------------------------------------------------------- | -------------------------------------------------------------------------------------------- | -------------------------------------------------------------------------------------------- | -------------------------------------------------------------------------------------------- | -------------------------------------------------------------------------------------------- | -------------------------------------------------------------------------------------------- | -------------------------------------------------------------------------------------------- | -------------------------------------------------------------------------------------------- | -------------------------------------------------------------------------------------------- | -------------------------------------------------------------------------------------------- | -------------------------------------------------------------------------------------------- | -------------------------------------------------------------------------------------------- | -------------------------------------------------------------------------------------------- | -------------------------------------------------------------------------------------------- |
| Temp. máx. abs. (°C)                                                                         | 29                                                                                           | 31                                                                                           | 34                                                                                           | 33                                                                                           | 35                                                                                           | 39                                                                                           | 33                                                                                           | 31.5                                                                                         | 31                                                                                           | 30                                                                                           | 30                                                                                           | 31                                                                                           | 39                                                                                           |
| Temp. máx. media (°C)                                                                        | 19.4                                                                                         | 21.6                                                                                         | 23.8                                                                                         | 26.8                                                                                         | 29.2                                                                                         | 28.9                                                                                         | 26.4                                                                                         | 26.0                                                                                         | 24.6                                                                                         | 24.6                                                                                         | 22.5                                                                                         | 20.2                                                                                         | 24.5                                                                                         |
| Temp. media (°C)                                                                             | 11.0                                                                                         | 12.8                                                                                         | 14.8                                                                                         | 17.6                                                                                         | 20.5                                                                                         | 21.7                                                                                         | 20.3                                                                                         | 19.9                                                                                         | 18.7                                                                                         | 17.0                                                                                         | 13.9                                                                                         | 11.5                                                                                         | 16.6                                                                                         |
| Temp. mín. media (°C)                                                                        | 2.5                                                                                          | 4.0                                                                                          | 5.7                                                                                          | 8.5                                                                                          | 11.8                                                                                         | 14.5                                                                                         | 14.2                                                                                         | 13.9                                                                                         | 12.7                                                                                         | 9.3                                                                                          | 5.4                                                                                          | 2.9                                                                                          | 8.8                                                                                          |
| Temp. mín. abs. (°C)                                                                         | -10                                                                                          | -6                                                                                           | -7.5                                                                                         | -2                                                                                           | 3                                                                                            | 5                                                                                            | 6                                                                                            | 9                                                                                            | 5                                                                                            | -2                                                                                           | -6                                                                                           | -14                                                                                          | -14                                                                                          |
| Precipitación total (mm)                                                                     | 14.5                                                                                         | 8.5                                                                                          | 6.9                                                                                          | 3.9                                                                                          | 10.9                                                                                         | 70.3                                                                                         | 125.3                                                                                        | 116.8                                                                                        | 86.5                                                                                         | 26.7                                                                                         | 18.9                                                                                         | 8.9                                                                                          | 498.1                                                                                        |
| Fuente: Servicio Meteorológico Nacional                                                      |                                                                                              |                                                                                              |                                                                                              |                                                                                              |                                                                                              |                                                                                              |                                                                                              |                                                                                              |                                                                                              |                                                                                              |                                                                                              |                                                                                              |                                                                                              |